# Goodenia nocoleche
Goodenia nocoleche är en tvåhjärtbladig växtart som beskrevs av Pellow och J.L.Porter. Goodenia nocoleche ingår i släktet Goodenia och familjen Goodeniaceae. Inga underarter finns listade i Catalogue of Life.